# Lăutari

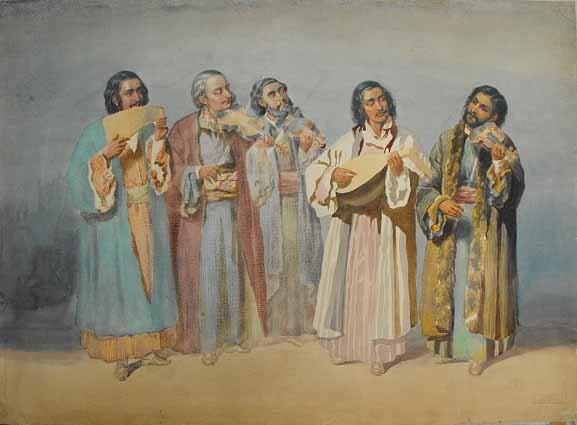
Lăutari al segle XIX

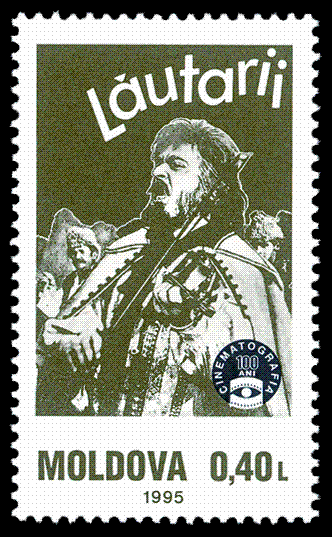
Lăutari

La paraula romanesa Lăutar (pronunciat en romanès: [lə.uˈtar]) denomina una classe de músics tradicionals. Tradicionalment, els lăutari són membres d’un clan professional de músics gitanos, també anomenats țigani lăutari (pronunciat en romanès: [t͡siˈɡanʲ lə.uˈtarʲ]). El terme deriva de lăută, la paraula romanesa per a llaüt. Els lăutari solen actuar en grups, anomenats taraf.

## Terminologia
Lăutar, segons el DEX ("Dicționarul Explicativ al Limbii Române" - "El diccionari explicatiu de la llengua romanesa"), es forma a partir de lăută (que significa " llaüt ") i el sufix agent -ar, comú per als noms ocupacionals. Cal distingir entre la paraula genèrica de romanès lăutar i el clan romaní. Originalment, la paraula només s'utilitzava per a aquells que tocaven la lăută. Els altres també van rebre el nom dels seus instruments, per exemple: scripcar (músic de scripcă), cobzar (músic de cobza) i naingiu (músic de nai / Flauta de Pan). A partir del segle XVII s'utilitza la paraula lăutar independentment de l’instrument que es tocava.
Cal fer una altra distinció entre la música lăutărească interpretada per lăutari i la música camperola romanesa. Un terme més adequat per a algú que toca música camperola, és a dir, un músic folk, és rapsod.

## Història
El clan lăutari probablement prové d'altres clans gitanos històrics presents a Romania, com ara l'ursari, el lovari i el kalderash. Els noms dels clans gitanos a Romania solen ser noms ocupacionals romanesos: Căldărar (bucket-maker, căldare = cub; -aș substitueix -ar regionalment), Lingurar (cullerers, lingură = cullera), Florar (venedors de flors, floare = flor) etc.
El primer esment de lăutari és del 1558 quan Mircea Ciobanul, el voivoda de Valàquia, fa Ruste lăutarul (Ruste el lăutar) com a regal al Vornic Dingă de Moldàvia. El 1775 es va establir el primer gremi lăutărească (breaslă) a Valàquia.
Els lăutari eren gitanos esclaus i romanesos lliures, però els gitanos solien ser la majoria. El públic els va preferir perquè es considerava que tenien millors capacitats musicals. Al llarg del temps també hi ha hagut lăutari jueus i turcs també.
Abans del segle xix, els músics gitanos sovint s'utilitzaven per proporcionar entreteniment a les corts dels prínceps i els boiars. Al segle xix, la majoria d'aquests músics es van establir a les zones rurals on van buscar nova ocupació en casaments, funerals i altres celebracions tradicionals romaneses. Es deien țigani vătrași i tenen al romanès com a llengua materna, o de vegades a l'hongarès. Només alguns d’ells, amb avantpassats dels kalderash o dels grups ursari, encara parlaven la llengua romaní.
Els grups de lăutari existien principalment a les regions de Moldàvia, Muntènia, Oltènia i Dobrudja de l'actual Romania. A Transsilvània, els músics professionals tradicionals no existien fins al segle xix. Per aquest motiu, la música camperola de Transsilvània va quedar més "pura". Una situació similar va ser al Banat. Avui els lăutari gitanos també són predominants a Transsilvània.
Com a intèrprets, els lăutari solen organitzar-se lliurement en un grup conegut com a taraf, que sovint consisteix en la majoria dels homes d’una família extensa. (Hi ha dones lăutari, majoritàriament vocalistes, però són molt inferiors als homes.) Cada taraf està dirigit per un primaș, un solista primari.
Tradicionalment, els lăutari es toquen d’oïda, però avui en dia cada vegada més lăutari té estudis musicals i pot llegir notes.
Els lăutari es consideren l'elit dels gitanos. Per aquest motiu, els lăutari volen que els seus fills es casin només amb altres lăutari.

## Música lăutărească
La música dels lăutari s'anomena muzica lăutărească. No hi ha ni un sol estil musical del lăutari, l'estil musical varia d’una regió a una altra, sent el més conegut el del sud de Romania. La música lăutărească és complexa i elaborada, amb harmonies denses i ornamentacions refinades, i la seva execució requereix una bona tècnica La música lăutărească no s'ha de confondre amb la música camperola romanesa.
Els lăutari es van inspirar en totes les músiques amb què van tenir contacte: la música pastoral de Romania, la música romana d'Orient que es tocava a l'església, així com la música estrangera, com la turca, la russa o l’Europa occidental. Tot i que els lăutari es van inspirar en la música local, també van influir en la música camperola romanesa.
La improvisació és una part important de la música lăutărească. Cada vegada que un lăutar toca una melodia, la torna a interpretar. Per aquest motiu, la música lăutărească s'ha comparat amb la música jazz. Un lăutar de la banda Damian Draghici, que també tocava jazz, va dir que la música lăutărească és una mena de jazz.
Per la seva característica d’improvisar sobre un determinat marc bàsic, la música lăutărească s'ha comparat amb altres músiques desi com la Rāg. Yehudi Menuhin considerava la música dels lăutari com un pas necessari cap a l'Índia.
La música dels lăutari estableix l'estructura de les elaborades noces camperoles romaneses, a més d’oferir entreteniment (no només música, sinó trucs de màgia, històries, formació d’ossos, etc.) durant les parts menys concorregudes del ritual. Els lăutari també funcionen com a guies pels rituals del casament i moderen els conflictes que puguin sorgir durant el que pot ser una festa llarga i alimentada amb alcohol. Durant un període de gairebé 48 hores, això pot resultar molt extenuant físicament.
El repertori del lăutari inclou hora, sârba, brâul (a high tempo hora), doiul, melodies amb ritmes derivats del turc (geamparaua, breaza, rustemul, maneaua lăutărească, cadâneasca), doina, de ascultare (aproximadament "cançó per escoltar", es pot considerar una forma més complexa de doina), cântecul bătranesc, călușul, ardeleana, corăgheasca, ardeleana, batuta
Al sud de Romania, la música lăutărească té un estrat rural i un urbà. La música urbana lautareasca es coneix com folklore urbà o la música Mahala.
Seguint el costum que gairebé segur es remunta a l’ edat mitjana, la majoria de lăutari gasten ràpidament les quotes d’aquestes cerimònies de casament en banquets prolongats per als seus amics i famílies durant els dies immediatament posteriors al casament.

## Instruments tocats sovint perlăutari
- Flauta de pan (anomenada "muscal" i després "nai" en romanès; tant "muscal" com "nai" són paraules d'origen turc). Un dels instruments principals de l’antic lăutari, poques vegades s'utilitza actualment.
- violí: sempre popular entre els lăutari.
- contrabaix - Encara que sovint present al taraf, el baix no va rebre molta atenció del lăutari, perquè no permetia tocar "mărunt" (virtuosic).
- cobza / lăuta: instrument similar al llaüt, però probablement no relacionat directament. O és un descendent directe de l'oud, portat per músics gitanos, o bé deriva de l'ucraïnès kobza. Com la kobza, té un coll curt i s'utilitza principalment per a l’acompanyament rítmic, però, com l’oud, no té trasts. Avui està pràcticament extingit.
- cimbalom (anomenat "țambal" en romanès) - Va substituir la cobza / lăuta, tenint més capacitats.
- acordió - Molt popular a la música lăutarească moderna.
- clarinet - S'utilitza especialment en la música lăutarească urbana del sud.
- tárogató ("taragot" en romanès): s'utilitza especialment al Banat, tot i que avui el saxòfon ha substituït en gran manera el tárogató.
- instruments de llautó: una influència austríaca, utilitzada especialment a Moldàvia.

Els lăutari poques vegades feien servir els instruments bufats utilitzats en la música camperola, a causa de les seves capacitats limitades, però hi havia alguns lăutari que feien servir la flauta ("fluier") o la cornamusa ("cimpoi").
Avui en dia, el lăutari també utilitzava molts instruments elèctrics, electrònics i electroacústics: diversos teclats (acordions electrònics inclosos), guitarres i baixos elèctrics i electroacústics, etc.

## Influència en George Enescu
George Enescu va sentir un taraf de lăutari mentre viatjava a Bălțătești amb la seva mare. Això ha estat difícil d’acceptar per alguns musicòlegs romanesos que van intentar induir a la idea que devien ser alguns músics camperols els que Enescu va escoltar en aquell viatge. Enescu va rebre les seves primeres lliçons musicals d'un lăutar anomenat Nicolae (Lae) Chioru ("Nick cec"), el nom real del qual era Nicolae Filip.
A diferència de Béla Bartók, que va evitar els lăutari gitanos buscant només la música camperola, Enescu no estava interessat en aquest tipus d'autenticitat nacionalista. Es va inspirar tant en la música camperola com en la lăutarească (tant rural com urbana). Les seves primeres composicions, el Poème roumaine i les Rapsòdies romaneses núm.1 i 2, van ser escrites citant directament passatges de música folklòrica urbana.

## Llista de músics / grups coneguts que toquen música lăutari

### Bandes / tarafs
La majoria dels tarafs no tenen un nom específic, sinó que es construeixen al voltant d’una persona (el primaș) o d’una família. La majoria de grups que tenen un nom es creen comercialment. Alguns exemples són:
- Damian i germans: una banda creada pel panflautista Damian Drăghici
- Fanfara Ciocărlia
- Mahala Rai Banda
- Taraf de Haïdouks

### Músics
- Ion Albeșteanu - violinista i cantant
- Barbu Lăutaru (Vasile Barbu) - llegendària cobza músic del segle 18-19
- Marcel Budală - acordionista
- Cornelia Catanga - acordionista i cantant
- Florea Cioacă - violinista
- Angheluș Dinicu - flautista, avi de Grigoraș Dinicu i autor del Skylark (Ciocârlia)
- Grigoraș Dinicu - Tot i que tocava altres estils de música
- Damian Drăghici : flautista
- Ion Drăgoi - violinista
- Constantin Eftimiu - violinista i cantant
- Toni Iordache - músic de cimbalom
- Fărâmiță Lambru - acordionista
- Damian Luca - flautista i nebot de Fănică Luca
- Fănică Luca: cantant i tocador de flauta
- Gabi Luncă - cantant
- Ionică Minune
- Romica Puceanu - cantant
- Vasile Pandelescu - acordionista
- Dona Dumitru Siminică - cantant
- Petrea Crețu Șolcanu - violinista, avi del jazzista Johnny Răducanu
- Ion Petre Stoican - violinista
- Ionel Tudorache - acordionista i cantant
- George Udilă - Fill d’Ilie Udilă
- Ilie Udilă - acordionista

## Miscel·lània
- Hi ha una pel·lícula completa anomenada Lăutarii (1972, pel·lícula de Moldàvia) del director soviètic moldau Emil Loteanu. A la pel·lícula apareix el líder del taraf " Flueraș " de l'Estat moldau Sergiu Lunchevici (Sergei Lunkevich).